# Choco no dorei
„Choco no dorei” (jap. チョコの奴隷 Choko no dorei) – jedenasty singel japońskiego zespołu SKE48, wydany w Japonii 30 stycznia 2013 roku przez avex trax.
Singel został wydany w siedmiu edycjach: trzech regularnych i trzech limitowanych (Type A, Type B, Type C) oraz „teatralnej” (CD). Osiągnął 1 pozycję w rankingu Oricon i pozostał na liście przez 15 tygodni, sprzedał się w nakładzie 671 623 egzemplarzy. Singel zdobył status podwójnej platynowej płyty.

## Lista utworów
Wszystkie utwory zostały napisane przez Yasushiego Akimoto.

### Type A
| CD  | | | |      |
| Nr  | Tytuł | Kompozycja | Aranżacja | Czas |
| 1.  | „Choco no dorei” (jap. チョコの奴隷)                                                                                     | Ryūsuke Shigenaga | Seiji Mutō | 4:03 |
| 2.  | „Darkness” (wyk. Seven Dancers)                                                                                          | KENGO | KENGO | 4:16 |
| 3.  | „Sore o seishun to yobu hi” (jap. それを青春と呼ぶ日) (wyk. Tabidachi Sotsugyō-gumi)                                     | Yūta Kezuka | Takeshi Masuda | 4:52 |
| 4.  | „Choco no dorei” (jap. チョコの奴隷) (off vocal)                                                                         | Ryūsuke Shigenaga | Seiji Mutō | 4:03 |
| 5.  | „Darkness” (off vocal)                                                                                                   | KENGO | KENGO | 4:16 |
| 6.  | „Sore o seishun to yobu hi” (jap. それを青春と呼ぶ日) (off vocal)                                                        | Yūta Kezuka | Takeshi Masuda | 4:52 |
| DVD | | | |      |
| Nr  | Tytuł | Tytuł | Tytuł | Czas |
| 1.  | „Choco no dorei” (jap. チョコの奴隷) (Music Video)                                                                       | „Choco no dorei” (jap. チョコの奴隷) (Music Video)                                                                       | „Choco no dorei” (jap. チョコの奴隷) (Music Video)                                                                       |      |
| 2.  | „Darkness” (Music Video)                                                                                                 | „Darkness” (Music Video)                                                                                                 | „Darkness” (Music Video)                                                                                                 |      |
| 3.  | „Tokuten eizō I „Bureikō de omatsuri sawagi no dai enkai!” Zenpen” (jap. 特典映像 I 「無礼講でお祭り騒ぎの大宴会!」前編) | „Tokuten eizō I „Bureikō de omatsuri sawagi no dai enkai!” Zenpen” (jap. 特典映像 I 「無礼講でお祭り騒ぎの大宴会!」前編) | „Tokuten eizō I „Bureikō de omatsuri sawagi no dai enkai!” Zenpen” (jap. 特典映像 I 「無礼講でお祭り騒ぎの大宴会!」前編) |      |

### Type B
| CD  | | | |      |
| Nr  | Tytuł | Kompozycja | Aranżacja | Czas |
| 1.  | „Choco no dorei” (jap. チョコの奴隷)                                                                                       | Ryūsuke Shigenaga | Seiji Mutō | 4:03 |
| 2.  | „Bike to Sidecar” (jap. バイクとサイドカー) (wyk. 14 Carat)                                                                | Makoto Wakatabe | Makoto Wakatabe | 4:49 |
| 3.  | „Sore o seishun to yobu hi” (jap. それを青春と呼ぶ日) (wyk. Tabidachi Sotsugyō-gumi)                                       | Yūta Kezuka | Takeshi Masuda | 4:52 |
| 4.  | „Choco no dorei” (jap. チョコの奴隷) (off vocal)                                                                           | Ryūsuke Shigenaga | Seiji Mutō | 4:03 |
| 5.  | „Bike to Sidecar” (jap. バイクとサイドカー) (off vocal)                                                                    | Makoto Wakatabe | Makoto Wakatabe | 4:49 |
| 6.  | „Sore o seishun to yobu hi” (jap. それを青春と呼ぶ日) (off vocal)                                                          | Yūta Kezuka | Takeshi Masuda | 4:52 |
| DVD | | | |      |
| Nr  | Tytuł | Tytuł | Tytuł | Czas |
| 1.  | „Choco no dorei” (jap. チョコの奴隷) (Music Video)                                                                         | „Choco no dorei” (jap. チョコの奴隷) (Music Video)                                                                         | „Choco no dorei” (jap. チョコの奴隷) (Music Video)                                                                         |      |
| 2.  | „Bike to Sidecar” (jap. バイクとサイドカー) (Music Video)                                                                  | „Bike to Sidecar” (jap. バイクとサイドカー) (Music Video)                                                                  | „Bike to Sidecar” (jap. バイクとサイドカー) (Music Video)                                                                  |      |
| 3.  | „Tokuten eizō II „Bureikō de omatsuri sawagi no dai enkai!” Chūhen” (jap. 特典映像 II 「無礼講でお祭り騒ぎの大宴会!」中編) | „Tokuten eizō II „Bureikō de omatsuri sawagi no dai enkai!” Chūhen” (jap. 特典映像 II 「無礼講でお祭り騒ぎの大宴会!」中編) | „Tokuten eizō II „Bureikō de omatsuri sawagi no dai enkai!” Chūhen” (jap. 特典映像 II 「無礼講でお祭り騒ぎの大宴会!」中編) |      |

### Type C
| CD  | | | |      |
| Nr  | Tytuł | Kompozycja | Aranżacja | Czas |
| 1.  | „Choco no dorei” (jap. チョコの奴隷)                                                                                        | Ryūsuke Shigenaga | Seiji Mutō | 4:03 |
| 2.  | „Fuyu no kamome” (jap. 冬のかもめ) (wyk. Shirogumi)                                                                         | Tsukasa Nakagawa | Yūsuke Itagaki | 4:13 |
| 3.  | „Oikake Shadow” (jap. 追いかけShadow) (wyk. Akagumi)                                                                        | Makoto Wakatabe | Makoto Wakatabe | 4:32 |
| 4.  | „Sore o seishun to yobu hi” (jap. それを青春と呼ぶ日) (wyk. Tabidachi Sotsugyō-gumi)                                        | Yūta Kezuka | Takeshi Masuda | 4:52 |
| 5.  | „Choco no dorei” (jap. チョコの奴隷) (off vocal)                                                                            | Ryūsuke Shigenaga | Seiji Mutō | 4:03 |
| 6.  | „Fuyu no kamome” (jap. 冬のかもめ) (off vocal)                                                                              | Tsukasa Nakagawa | Yūsuke Itagaki | 4:13 |
| 7.  | „Oikake Shadow” (jap. 追いかけShadow) (off vocal)                                                                           | Makoto Wakatabe | Makoto Wakatabe | 4:32 |
| 8.  | „Sore o seishun to yobu hi” (jap. それを青春と呼ぶ日) (off vocal)                                                           | Yūta Kezuka | Takeshi Masuda | 4:52 |
| DVD | | | |      |
| Nr  | Tytuł | Tytuł | Tytuł | Czas |
| 1.  | „Choco no dorei” (jap. チョコの奴隷) (Music Video)                                                                          | „Choco no dorei” (jap. チョコの奴隷) (Music Video)                                                                          | „Choco no dorei” (jap. チョコの奴隷) (Music Video)                                                                          |      |
| 2.  | „Sore o seishun to yobu hi” (jap. それを青春と呼ぶ日) (Music Video)                                                         | „Sore o seishun to yobu hi” (jap. それを青春と呼ぶ日) (Music Video)                                                         | „Sore o seishun to yobu hi” (jap. それを青春と呼ぶ日) (Music Video)                                                         |      |
| 3.  | „Tokuten eizō III „Bureikō de omatsuri sawagi no dai enkai!” Kōhen” (jap. 特典映像 III 「無礼講でお祭り騒ぎの大宴会!」後編) | „Tokuten eizō III „Bureikō de omatsuri sawagi no dai enkai!” Kōhen” (jap. 特典映像 III 「無礼講でお祭り騒ぎの大宴会!」後編) | „Tokuten eizō III „Bureikō de omatsuri sawagi no dai enkai!” Kōhen” (jap. 特典映像 III 「無礼講でお祭り騒ぎの大宴会!」後編) |      |

### Wer. teatralna
| CD |                                                             |                   |                 |      |
| Nr | Tytuł                                                       | Kompozycja        | Aranżacja       | Czas |
| 1. | „Choco no dorei” (jap. チョコの奴隷)                        | Ryūsuke Shigenaga | Seiji Mutō      | 4:03 |
| 2. | „Darkness” (wyk. Seven Dancers)                             | KENGO             | KENGO           | 4:16 |
| 3. | „Bike to Sidecar” (jap. バイクとサイドカー) (wyk. 14 Carat) | Makoto Wakatabe   | Makoto Wakatabe | 4:49 |
| 4. | „SKE48 11th single medley”                                  |                   |                 |      |
| 5. | „Choco no dorei” (jap. チョコの奴隷) (off vocal)            | Ryūsuke Shigenaga | Seiji Mutō      | 4:03 |
| 6. | „Darkness” (off vocal)                                      | KENGO             | KENGO           | 4:16 |
| 7. | „Bike to Sidecar” (jap. バイクとサイドカー) (off vocal)     | Makoto Wakatabe   | Makoto Wakatabe | 4:49 |

## Skład zespołu
| „Choco no dorei” |
| --- |
| - Team S: Masana Ōya, Yuria Kizaki, Nanako Suga, Akari Suda, Matsui Jurina (środek), Rena Matsui, Kumi Yagami - Team KII: Anna Ishida, Shiori Ogiso, Akane Takayanagi, Sawako Hata, Airi Furukawa, Manatsu Mukaida, Miki Yakata - Team E: Kanon Kimoto - Team Undecided: Rie Kitahara |

| „Darkness” |
| --- |
| - Team S: Yuria Kizaki, Yukiko Kinoshita, Mizuki Kuwabara, Jurina Matsui (środek), Kumi Yagami - Team KII: Anna Ishida - Team E: Mai Takeuchi |

| „Sore o seishun to yobu hi” |
| --- |
| - Team S: Mizuki Kuwabara, Shiori Takada, Kanako Hiramatsu, Kumi Yagami (środek) - Team KII: Ririna Akaeda, Shiori Ogiso - Team E: Kasumi Ueno, Minami Hara - Kenkyūsei: Emiri Kobayashi |

| „Bike to Sidecar” |
| --- |
| - Team S: Masana Ōya, Akari Suda, Shiori Takada, Aki Deguchi, Yūka Nakanishi, Kanako Hiramatsu, Rena Matsui (środek) - Team KII: Shiori Ogiso, Mieko Satō, Akane Takayanagi, Sawako Hata, Airi Furukawa, Miki Yakata - Team E: Madoka Umemoto |

| „Fuyu no kamome” |
| --- |
| - Team KII: Abiru Riho, Tomoko Katō, Risako Gotō, Rina Matsumoto (środek), Reika Yamada - Team E: Kyōka Isohara, Mikoto Uchiyama, Ami Kobayashi, Makiko Saitō, Mei Sakai, Aya Shibata (środek), Rika Tsuzuki - Kenkyūsei: Asana Inuzuka, Tsugumi Iwanaga, Yūna Egō, Sayaka Niidoi, Miki Hioki, Haruka Futamura, Kaori Matsumura, Honoka Mizuno, Ami Miyamae |

| „Oikake Shadow” |
| --- |
| - Team S: Rumi Katō, Momona Kitō - Team KII: ShioriIguchi, Seira Satō - Team E: Shiori Kaneko (środek), Yumana Takagi, Nao Furuhata (środek), Yukari Yamashita - Kenkyūsei: Narumi Ichino, Arisa Owaki, Mitsuki Fujimoto, Mizuho Yamada |

## Notowania
| Lista                             | Pozycja |
| --------------------------------- | ------- |
| Oricon Weekly Singles Chart       | 1       |
| Oricon Yearly Singles Chart       | 7       |
| Billboard Japan Hot 100           | 1       |
| Billboard Japan Hot Singles Sales | 1       |